# Hospital de Niños de Filadelfia
El Hospital de Niños de Filadelfia  (en inglés: Children's Hospital of Philadelphia, CHOP) es un hospital pediátrico en el barrio de University City en Filadelfia, Pensilvania, Estados Unidos. Es uno de los hospitales para niños más grandes y antiguos del mundo, y en los Estados Unidos fue el primer hospital dedicado a la salud infantil. En varias oportunidades CHOP ha sido reconocido como el mejor hospital de niños según U.S. News & World Report y Parents Magazine. Es el hospital docente de la Escuela de Medicina Perelman de la Universidad de Pensilvania en la especialidad de pediatría.